# Sergio Moreno Suárez
Sergio Antonio Moreno Suárez (San Antonio, Chile, 19 de febrero de 1982)  es un exfutbolista chileno. Jugaba de mediocampista.

## Clubes
| Club                      | País  | Año       |
| ------------------------- | ----- | --------- |
| Trasandino                | Chile | 2002      |
| San Luis de Quillota      | Chile | 2003-2007 |
| Curicó Unido              | Chile | 2008-2009 |
| Universidad de Concepción | Chile | 2010      |
| Magallanes                | Chile | 2011-2015 |
| San Antonio Unido         | Chile | 2015-2016 |

## Palmarés

### Campeonatos nacionales
| Título    | Club         | País  | Año  |
| --------- | ------------ | ----- | ---- |
| Tercera A | San Luis     | Chile | 2003 |
| Primera B | Curicó Unido | Chile | 2008 |